# 日田藩
隈府藩（日语：／ Waifu-han */?）是日本豐後國日田郡隈的藩，又稱隈藩（日语：／ Kuma-han */?），文祿4年（1595年）創藩，慶長6年4月5日（1601年5月7日）廢藩，元和2年（1616年）9月於日田郡日田再次創藩，稱為日田藩（日语：／ Hita-han */?），寬永10年6月7日（1633年7月12日）廢藩，天和2年2月10日（1682年3月18日）第三次創藩，貞享3年7月13日（1686年8月31日）廢藩。石高在高峰期達70,000石，藩廳在隈府藩時期是日隈城，日田藩時期是永山城。

## 歷史
文祿4年（1595年），毛利高政以20,000石入主隈府，領地位於豐後國日田郡和玖珠郡內，高政同時作為預地領有兩郡內於太閤檢地後形成的部分太閤藏入地。關原之戰後的慶長6年4月5日（1601年5月7日），高政雖然轉封至豐後佐伯藩，但是日田郡和玖珠郡內的幕府領則變為其預地，小川光氏也就任為代官。光氏最初暫居於友田村的丸山，三年後轉移至月隈山的城，取名為丸山城，城下町則命名為丸山町，光氏死後由麾下的小川喜助和小川又左衛門負責管治。
元和2年（1616年）9月，石川忠總從美濃大垣藩以60,000石入主日田，並且將丸山城改名為永山城，領地位於日田郡、玖珠郡和速見郡內。元和5年（1619年），他實施檢地。寬永10年6月7日（1633年7月12日），忠總轉封至下總佐倉藩，日田藩的領地變為豐前中津藩和豐後杵築藩的預地。寬永16年（1639年），代官小川正長和小川氏行在永山城以南設置布政所，即永山布政所（日田代官所），領地是日田郡、玖珠郡和速見郡內約41,813石。明曆2年（1656年），兩人之子小川正久和小川行廣繼任。萬治元年（1658年），日田代官的領地增至70,000石。寬文元年（1661年），肥前佐賀藩藩主之妻的化粧領歸還予小川代官。
寬文4年（1664年），小川正久和小川行廣由於引發騷動而被罷免，翌年變為肥後熊本藩的預地。寬文6年（1666年），山田利信和竹內信就接任。寬文9年，近藤政明代替信就出任代官。延寶5年（1677年），永田貞清和三田守良接任。天和2年2月10日（1682年3月18日），松平直矩由於處理越後騷動不善而從播磨姬路藩150,000石減封至日田70,000石。貞享3年7月13日（1686年8月31日），直矩轉封至出羽山形藩，原本快將完工的居城與家臣住處也全數拆毀，日田則變為幕府領，由代官或西國筋郡代管治直至幕末。

## 歷任藩主
| 家名       | 家格      | 名稱     | 石高     | 領地                                         |
| ---------- | --------- | -------- | -------- | -------------------------------------------- |
| 石川家     | 譜代 城持 | 石川忠總 | 60,000石 | 豐後國日田郡、玖珠郡和速見郡                 |
| 前橋松平家 | 親藩 城持 | 松平直矩 | 70,000石 | 豐後國日田郡、玖珠郡、速見郡、大分郡和直入郡 |

## 領地
| 令制國 | 郡     | 領地 |
| ------ | ------ | --- |
| 豐後國 | 日田郡 | 開村、岩尾原村、中村、、中嶋村、小迫村、友田村、山田村、草葉村、小野河內村、堀田村內、藤山村、羽野村、坂本村、城內村之內 |
| 豐後國 | 玖珠郡 | 四市村（四ヶ市村）、松木村、野上村                                                                                               |
| 豐後國 | 速水郡 | 北石垣村、竃門庄 |

## 註解
1. ↑  隈現為大分縣日田市隈（日语：隈）和川原町一帶[1]。
2. ↑  日田現為日田市日田地區（日语：日田町）[1]。
3. ↑  也有小川光氏為大名的說法[4]。
4. ↑  友田村現為日田市友田（日语：光岡村）[1]。
5. ↑  丸山町現為日田市丸山（日语：豆田町）一帶[1]。
6. ↑  在《正保鄉帳（日语：正保郷帳）》中是二串村[4]。